# 網油釀蠔豉
網油釀蠔豉是傳統客家菜。

## 作法
以豬網油把豬肉和蠔豉捲成條狀，豬網油滲出豬油香滋潤蠔豉，能夠帶出它的味道，入口甘香不膩。

## 食用方法
網油釀蠔豉可用生菜包着吃，亦可用生菜墊底。